# Stéphane Mallarmé
« Mallarmé » redirige ici. Pour les autres significations, voir Mallarmé (homonymie).
Étienne Mallarmé, dit Stéphane Mallarmé, né le 18 mars 1842 à Paris et mort le 9 septembre 1898 à Valvins (commune de Vulaines-sur-Seine, Seine-et-Marne), est un poète français, également enseignant, traducteur et critique d'art.
Admirateur de Théophile Gautier, de Charles Baudelaire et de Théodore de Banville, Stéphane Mallarmé fait paraître en revue quelques poèmes en 1862. Professeur d'anglais par nécessité, il est nommé en septembre 1863 au lycée de Tournon-sur-Rhône en Ardèche et séjourne à Besançon et Avignon, avant d'arriver à Paris en 1871. Il fréquente alors des auteurs comme Paul Verlaine, Émile Zola ou Auguste de Villiers de l'Isle-Adam et des artistes comme Édouard Manet, qui a peint son portrait en 1876.
S'il rencontre des difficultés dans son métier de professeur (il est chahuté par ses élèves), il mène une vie familiale paisible, ponctuée de difficultés financières et de deuils, en particulier la mort de son fils Anatole en 1879 à l'âge de 8 ans. Il écrit des poèmes très élaborés et reçoit ses amis créateurs lors des Mardis de la rue de Rome ou dans sa maison de campagne, à Valvins, près de Fontainebleau, où il meurt le 9 septembre 1898 à 56 ans.
Attiré par l'esthétique de L'art pour l'art, il collabore au Parnasse contemporain dès 1866, cherchant à dépasser son sentiment d'impuissance lié à un état dépressif, il est dès lors en quête d'une beauté pure que seul peut créer l'art : « le monde est fait pour aboutir à un beau livre », affirme-t-il. Il entreprend des œuvres ambitieuses, sur lesquelles il travaillera longtemps, comme Hérodiade (1864-1887) ou L'Après-midi d'un faune (1865-1876, dont Claude Debussy tirera une de ses œuvres symphoniques les plus célèbres en 1892-1894). Admirateur d'Edgar Poe, il publie en 1875 une traduction du Corbeau (1845), accompagnée d'illustrations d'Édouard Manet, et écrit le Tombeau d'Edgar Poe en 1876 (« Tel qu’en Lui-même enfin l’éternité le change… »). Toujours en prose, il traduit d'autres poèmes de Poe.
En 1887, il fait paraître une édition de ses Poésies qui montrent sa recherche stylistique, comme dans le Sonnet en X, « Ses purs ongles très haut dédiant leur onyx », ou le sonnet en octosyllabes Une dentelle s'abolit (« Une dentelle s'abolit / Dans le doute du Jeu suprême / À n'entrouvrir comme un blasphème / Qu'absence éternelle de lit »). Son ambition d'écrire un poème absolu trouve son aboutissement dans un poème graphique de 1897, Un coup de dés jamais n'abolira le hasard, qui est jugé hermétique dès sa parution. Le reproche d'hermétisme restera attaché à l'art mallarméen.
La renommée de Stéphane Mallarmé se consolide encore à partir de 1884, quand Paul Verlaine l'inscrit dans sa série des Poètes maudits. Porteur de modernité et proche des avant-gardes en art comme en littérature, il est reconnu comme un maître par les poètes de la jeune génération, qui va d'Henri de Régnier et des symbolistes à Paul Valéry. Mallarmé se révèle avoir été l'instigateur, dans la seconde moitié du XIXe siècle, d'un renouveau de la poésie dont l'influence se mesure encore sur des poètes d'aujourd'hui comme Yves Bonnefoy.
Ayant joué un rôle prépondérant dans l'éclosion de la modernité poétique, il est considéré comme l'un des plus grands poètes de la langue française.

## Biographie

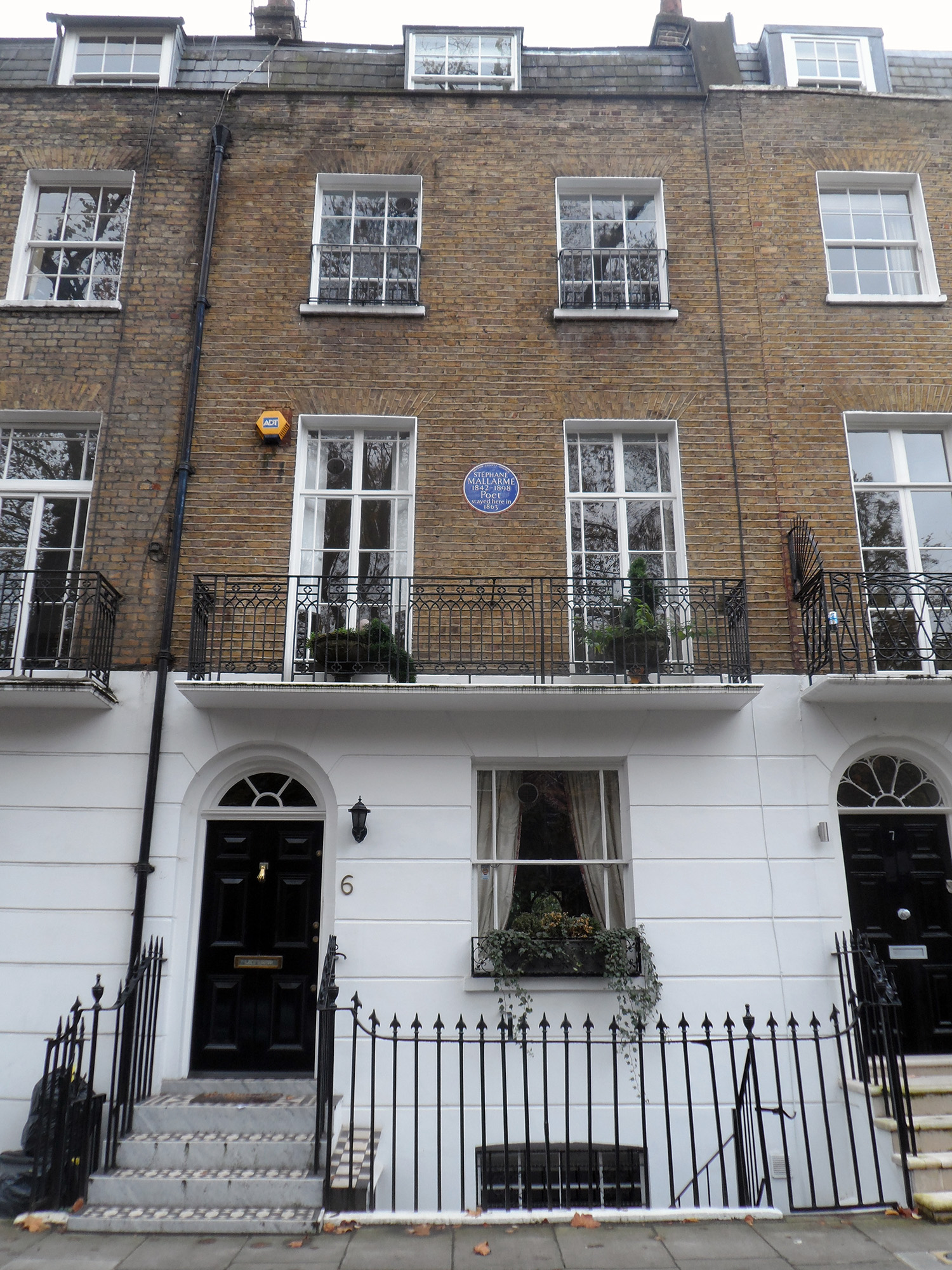
No 6, Brompton Square, Londres : Stéphane Mallarmé a séjourné à cette adresse en 1863, comme le signale une plaque commémorative sur la façade.

Étienne Mallarmé, qui est appelé Stéphane dès sa naissance, naît le 18 mars 1842 dans l'ancien 2e arrondissement de Paris. Issu d'une famille bourgeoise de juristes originaire de Lorraine, il a des ascendances nobles du côté de son père, Numa Mallarmé. À la naissance de la sœur de Stéphane, Maria, le 25 mars 1844, Numa Mallarmé achète la propriété des Boulainvilliers à Passy (aujourd'hui dans le 16e arrondissement), grande demeure entourée d'un jardin. Stéphane y passe les premières années de sa vie, chéri par sa mère, Élisabeth Desmolins, et ses grands-parents maternels. Mais la santé de sa mère décline, et elle meurt le 2 août 1847 ; Stéphane et Maria sont confiés à leurs grands-parents, tandis que leur père se remarie l'année suivante. Stéphane retourne vivre aux Boulainvilliers, où il côtoie des artistes comme Charles-Hippolyte Dubois-Davesnes, dont la fille Fanny lui apprend à écrire ses premiers poèmes. Sur les conseils d'une grand-tante, il entre en 1850 dans une pension aristocratique à Auteuil, où il est moqué par ses camarades pour ses origines roturières et s'invente le titre de comte de Boulainvilliers. Il est admis dans un pensionnat chrétien (les Frères de Passy aux 64-68 rue Raynouard) en 1852, où il se révèle un élève médiocre et taciturne, et se fait renvoyer en 1855. En 1856, il devient pensionnaire au lycée impérial de Sens. Alors qu'il est très proche de sa sœur Maria, à qui il envoie de nombreuses lettres et qu'il a plaisir à retrouver chez ses grands-parents l'été, elle meurt soudainement le 31 août 1857, âgée de treize ans. Stéphane est fortement marqué par ce décès,.
Il compose ses premiers poèmes d'adolescence (qui sont recueillis dans Entre quatre murs), textes encore fortement inspirés par Victor Hugo, Théodore de Banville ou encore Théophile Gautier. La découverte des Fleurs du mal de Charles Baudelaire en 1860 est marquante et influence ses premières œuvres. Cette même année, Mallarmé entre dans la vie active en devenant surnuméraire à Sens, « premier pas dans l'abrutissement » selon lui. En 1862, quelques poèmes paraissent dans différentes revues. Il fait la connaissance d'une jeune gouvernante allemande à Sens, Maria Gerhard, née en 1835, et quitte son emploi pour s'installer à Londres avec elle, ayant l'intention de devenir professeur d'anglais. Son séjour dure de novembre 1862 à la fin de l'été 1863.
Réformé du service militaire en 1863, Stéphane Mallarmé se marie à l'Oratoire de Londres avec Maria le 10 août. Il obtient en septembre son certificat d'aptitude à enseigner l'anglais — il est notamment le professeur d'Henri Barbusse — et est nommé au lycée impérial de Tournon (Ardèche), où il se considère comme exilé. Il ne cesse durant cette période de composer ses poèmes, comme Les fleurs, Angoisse, Las d'un amer repos… Durant l'été 1864, Mallarmé fait la connaissance à Avignon des félibres, poètes de langue provençale : Théodore Aubanel, Joseph Roumanille et Frédéric Mistral, avec qui il entretient une correspondance. Sa fille Geneviève naît à Tournon le 19 novembre 1864. Après Tournon, il est successivement professeur d'anglais à Besançon, Avignon puis dans plusieurs établissements parisiens.

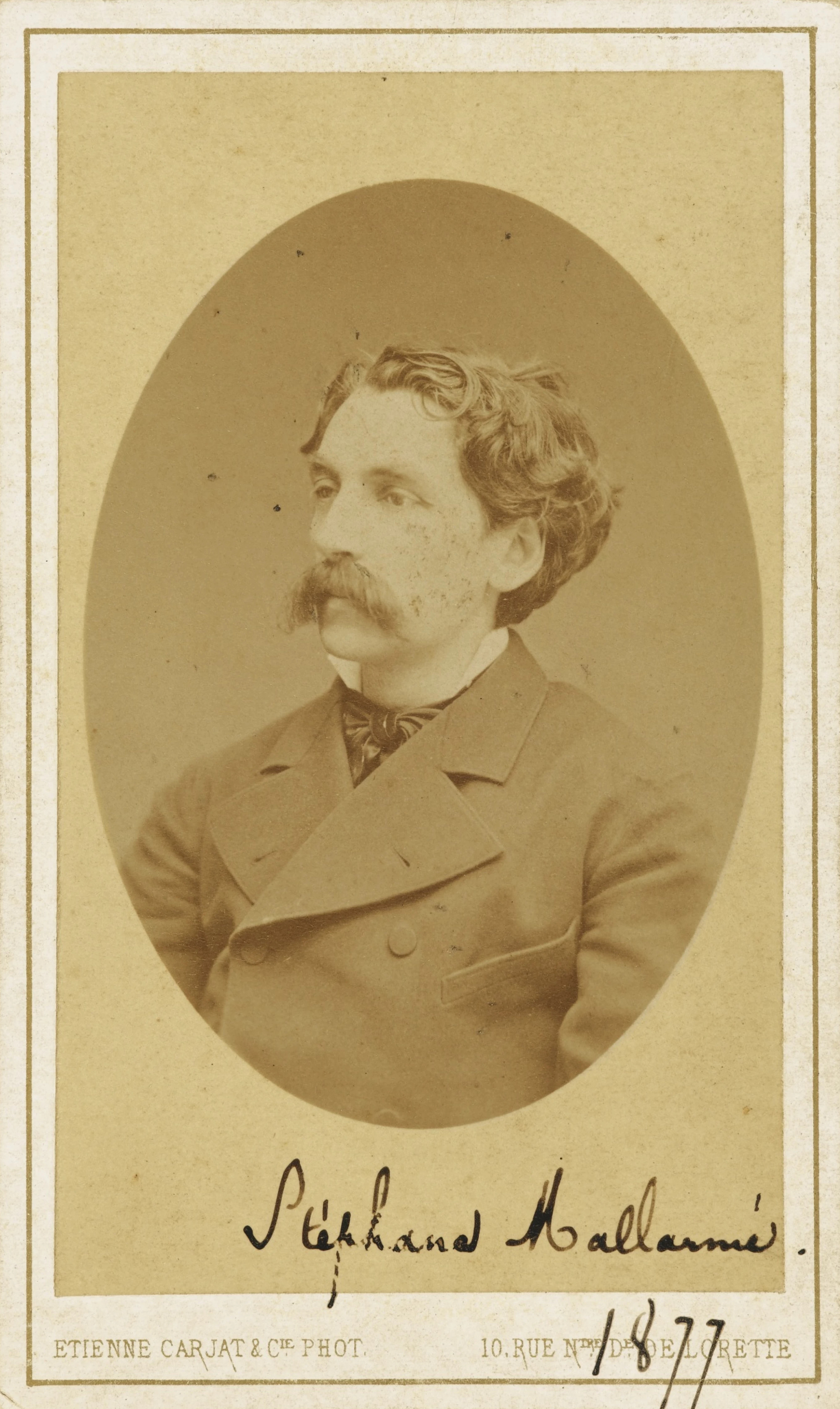
Stéphane Mallarmé par Étienne Carjat, 1877.

L'année suivante, il compose L'Après-midi d'un faune, qu'il espère voir représenter au Théâtre-Français, mais qui est refusé. Il se lie avec le milieu littéraire parisien, notamment avec Leconte de Lisle et José-Maria de Heredia.
L'année 1866 marque un tournant pour Mallarmé : lors d'un séjour à Cannes chez son ami Eugène Lefébure, il entre dans une période de doute absolu qui dure plusieurs années. Nommé professeur à Besançon, il entame en novembre une correspondance avec Paul Verlaine. En 1867, alors qu’il est en poste à Avignon, démarre la publication de ses poèmes en prose et il va plusieurs fois rendre visite à Frédéric Mistral à Maillane. Il commence en 1869 l'écriture d’Igitur, un conte poétique et philosophique laissé inachevé, qui marque la fin de sa période d'impuissance poétique débutée en 1866. Certains critiques ont vu dans Igitur une préfiguration, voire une première version du Coup de dés. En 1870, il se met en congé de l'instruction publique pour raisons de santé et se réjouit de l'instauration de la République en septembre. Son fils Anatole naît le 16 juillet 1871 à Sens et, Mallarmé ayant été nommé à Paris au lycée Condorcet, la famille s'installe au 29, rue de Moscou.
En 1872, Mallarmé fait la connaissance du « passant considérable » alors jeune poète, Arthur Rimbaud, qu’il fréquente brièvement, puis, en 1873, du peintre Édouard Manet, qu'il défend lorsque ses tableaux sont refusés au Salon de 1874. C’est par Manet qu’il rencontre ensuite Zola. Mallarmé fait publier une revue, la Dernière Mode, qui sort huit numéros et dont il est l'unique rédacteur sous divers pseudonymes, la plupart féminins. Nouveau refus des éditeurs en juillet 1875 de sa nouvelle version de L'Après-midi d'un faune, qui paraît néanmoins l'année suivante, illustrée par Édouard Manet, chez Alphonse Derenne. Il préface la réédition du Vathek de William Beckford. Dès 1877, des réunions hebdomadaires, devenues vite célèbres, se tiennent le mardi chez Mallarmé. Il fait la rencontre de Victor Hugo en 1878 et publie en 1879 un ouvrage sur la mythologie, Les Dieux antiques. Son fils Anatole meurt brutalement le 8 octobre 1879.
À partir de 1874, Mallarmé, de santé fragile, effectue de fréquents séjours à Valvins près de Fontainebleau. Il loue pour lui et ses proches le premier étage d'une ancienne auberge au bord de la Seine. Il finit par l'acquérir et l'embellit de ses mains pour en faire son home. Là, les journées s'écoulent entre deux parties de pêche avec Nadar ou d'autres illustres hôtes, face à la forêt miroitant dans la Seine, et le poète alors de dire : « J'honore la rivière qui laisse s'engouffrer dans son eau des journées entières sans qu'on ait l'impression de les avoir perdues. »

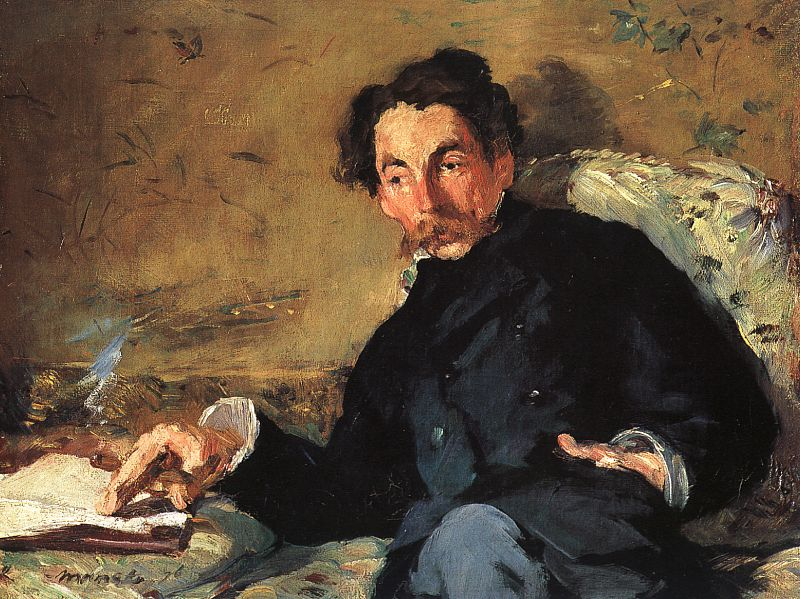
Édouard Manet, Portrait de Stéphane Mallarmé, 1876.

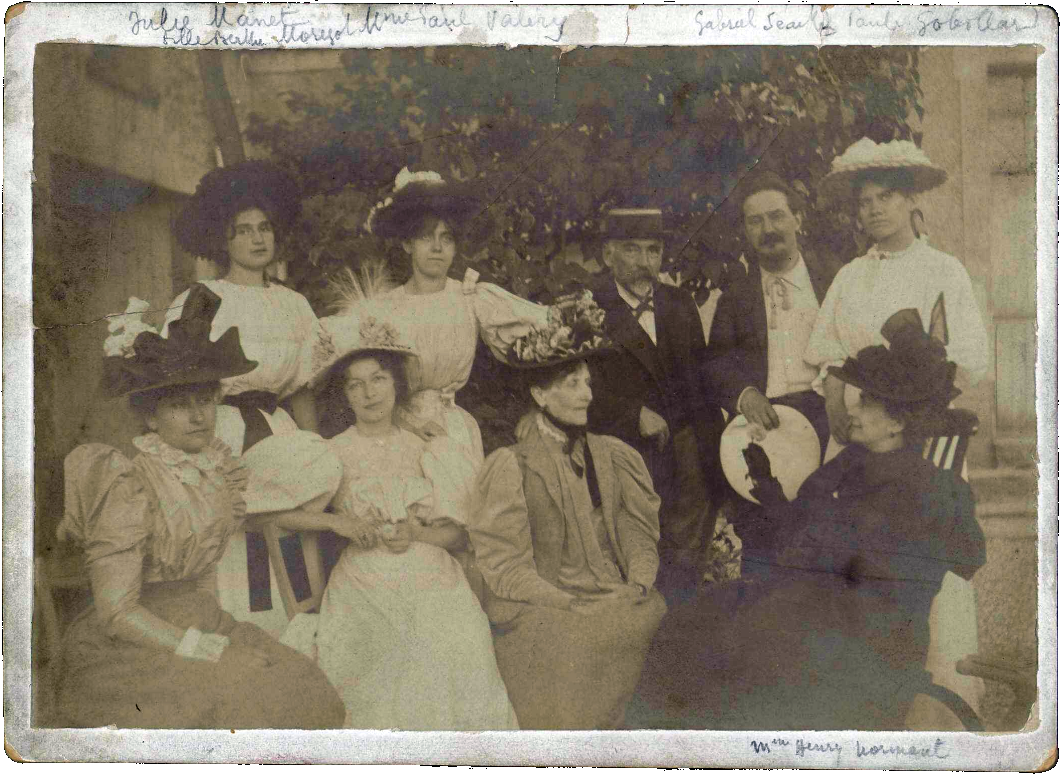
Stéphane Mallarmé en 1896, en compagnie de Marie Mallarmé, Geneviève Mallarmé, Jeannie Gobillard, Paule Gobillard, à Valvins.

En 1884, Paul Verlaine fait paraître le troisième article des Poètes maudits consacré à Mallarmé ; cette même année, Joris-Karl Huysmans publie À rebours, dont le personnage principal, Jean des Esseintes, voue une vive admiration aux poèmes de Mallarmé — d'où le poème intitulé Prose pour des Esseintes. Ces deux ouvrages contribuent à la notoriété du poète. Stéphane Mallarmé est nommé professeur d'anglais au lycée Rollin en 1885 où il enseignera jusqu'en 1893. La même année, il évoque l'explication orphique de la Terre. Son premier poème sans ponctuation paraît en 1886, M'introduire dans ton histoire. La version définitive de L'Après-midi d'un faune est publiée en 1887. Un an plus tard paraît sa traduction des poèmes d'Edgar Allan Poe.
En 1891, sa santé se détériore à nouveau. Mallarmé obtient un congé puis une réduction d’horaire. Il fait la connaissance d’Oscar Wilde et de Paul Valéry au pont de Valvins (ce dernier faillit s'y noyer). Paul Valéry est un invité fréquent des Mardis mallarméens. En 1892, à la mort d'Eugène Manet, frère d'Édouard Manet, Mallarmé devient le tuteur de sa fille, Julie Manet, dont la mère est la peintre Berthe Morisot. C'est à cette époque que Claude Debussy débute la composition de sa pièce Prélude à l'après-midi d'un faune, présentée en 1894. Mallarmé obtient sa mise à la retraite en novembre 1893. L'année suivante, en 1894, il donne des conférences littéraires à Cambridge et Oxford. Deux années passent, le poète assiste aux obsèques de Paul Verlaine, décédé le 8 janvier 1896, et lui succède comme prince des poètes.
En 1898, il se range aux côtés d'Émile Zola qui publie dans le journal L'Aurore, le 13 janvier, son article « J'Accuse », en faveur du capitaine Alfred Dreyfus (voir l’Affaire Dreyfus). Le 8 septembre 1898, Mallarmé est victime d'un spasme du larynx qui manque de l'étouffer. Le soir même, il recommande dans une lettre à son épouse et à sa fille de détruire ses papiers et ses notes, déclarant : « Il n'y a pas là d'héritage littéraire… » Le lendemain matin, victime du même malaise, il meurt dans les bras de son médecin, en présence de son épouse et de sa fille. Il est enterré auprès de son fils Anatole au cimetière de Samoreau, près de Valvins. Maria Mallarmé meurt en 1910.

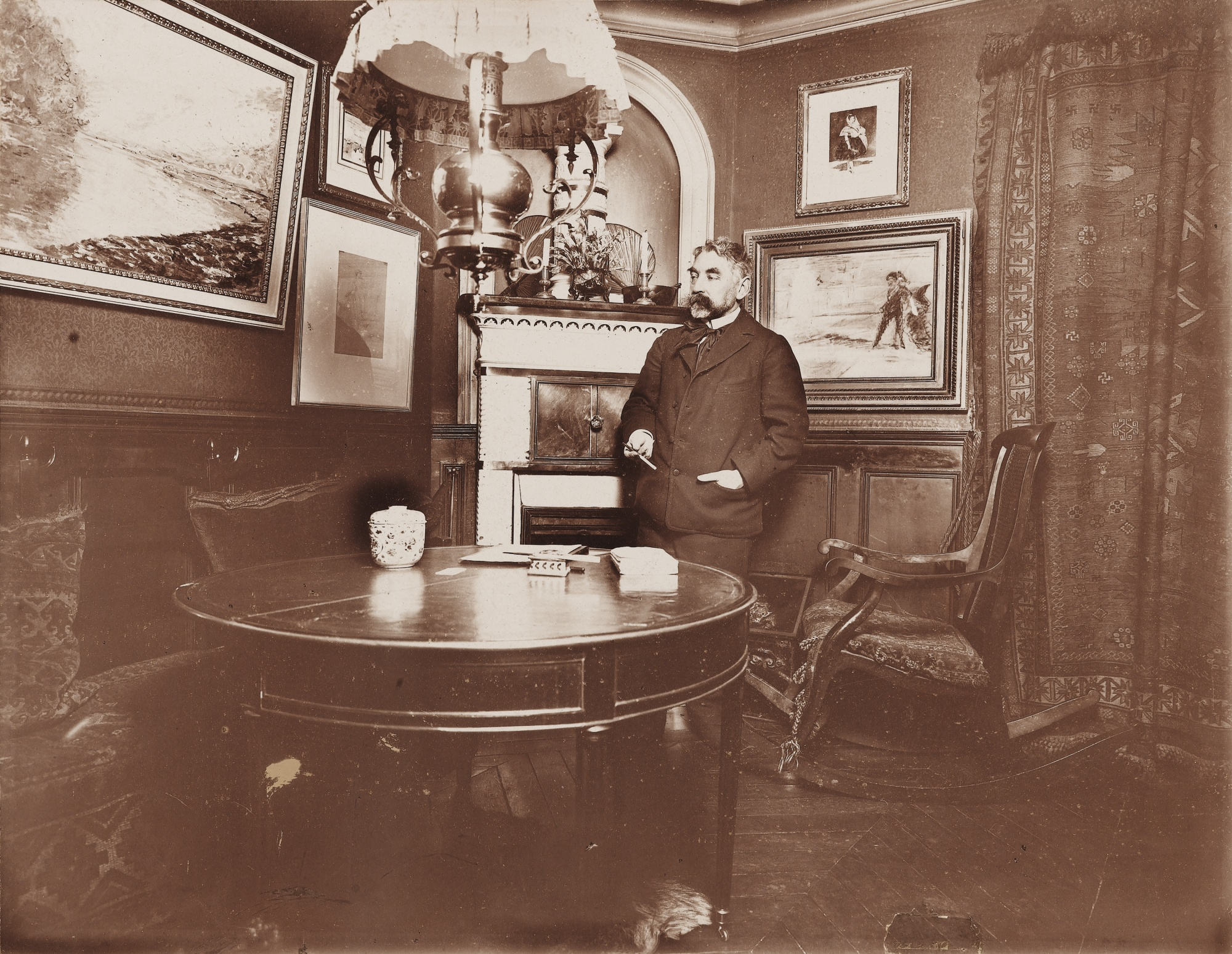
Mallarmé, rue de Rome, en 1894.
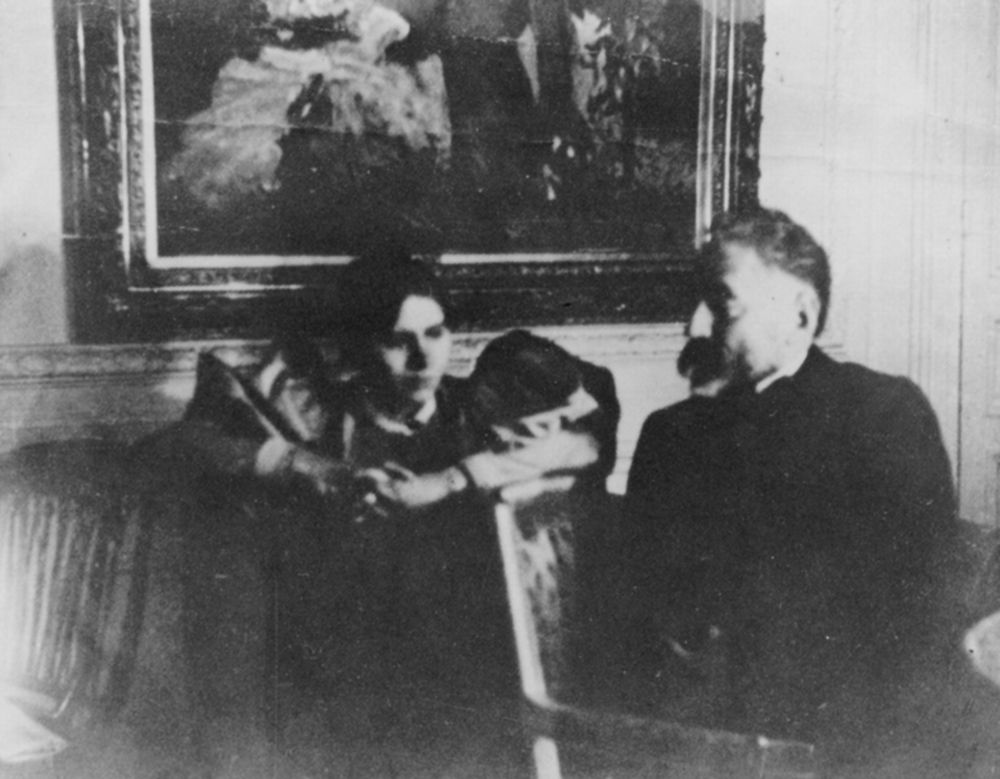
Mallarmé et Paule Gobillard en 1895.
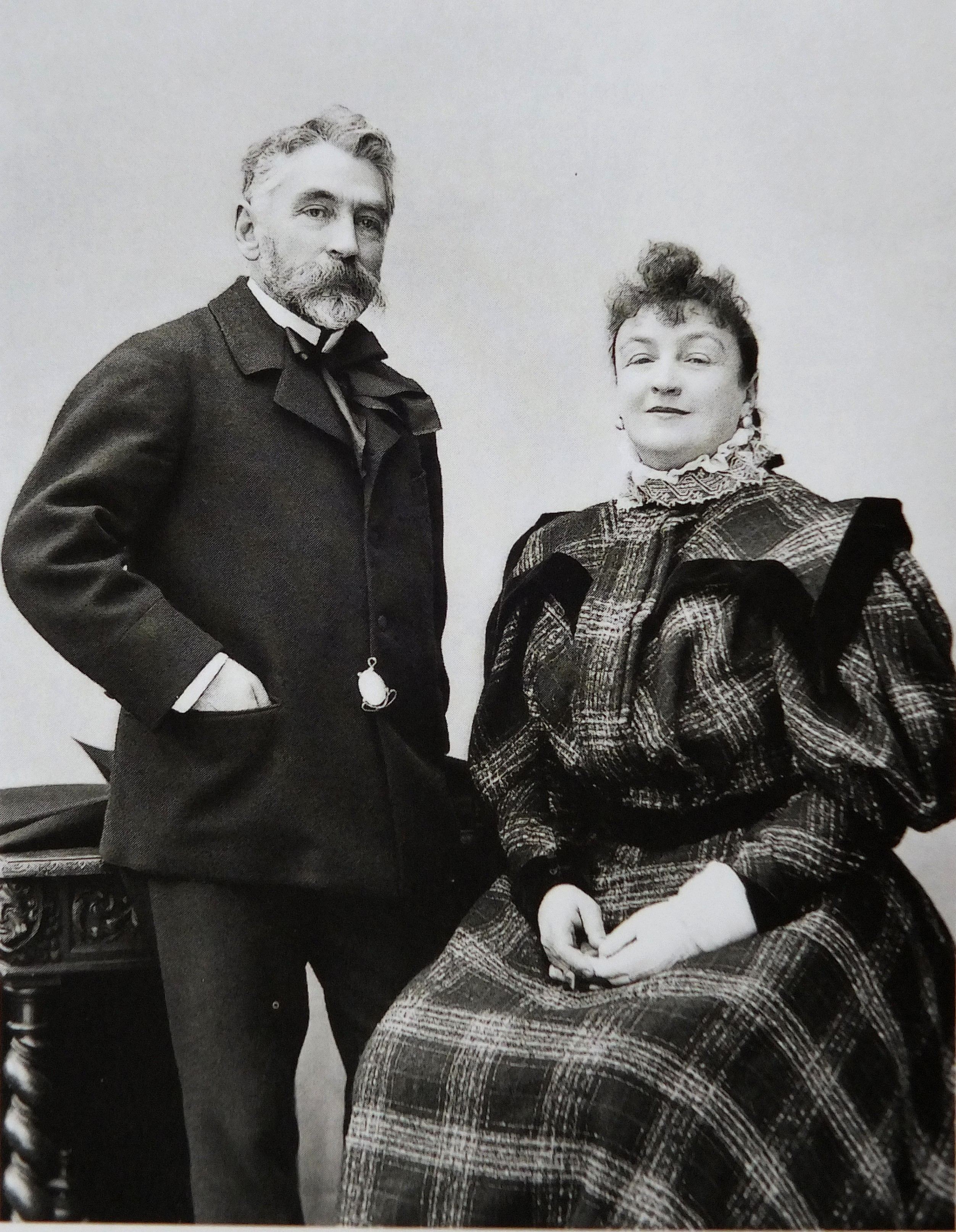
Mallarmé avec Méry Laurent, en 1896.
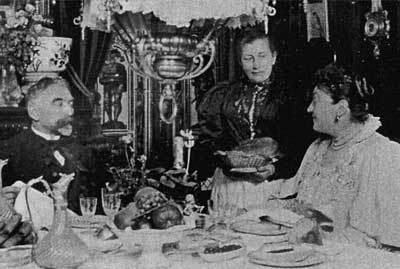
Mallarmé avec Méry Laurent et Élisa Sosset (debout) en 1895.
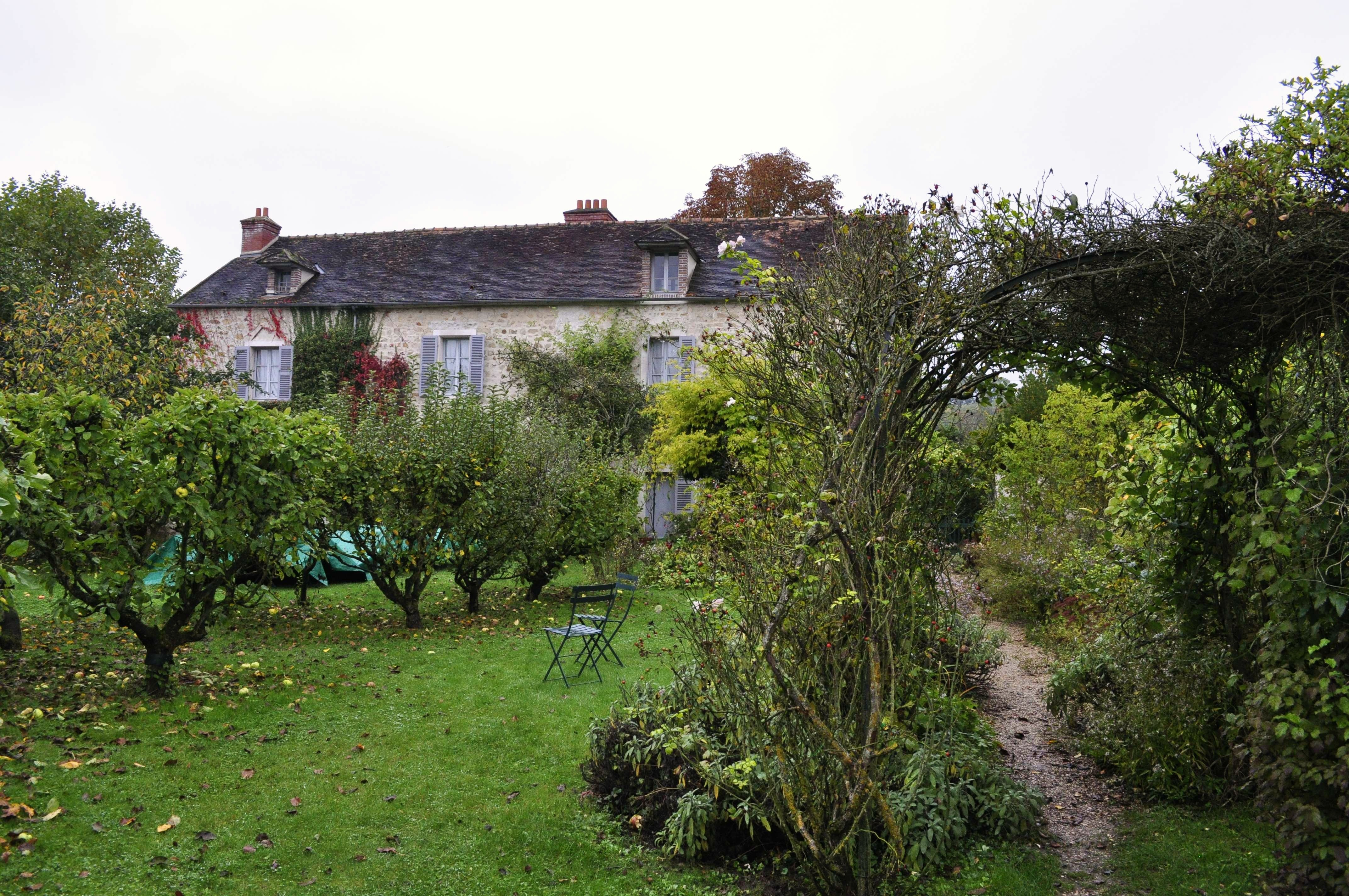
Maison de Mallarmé, à Vulaines-sur-Seine.

## Regards sur son œuvre
En lisant Hegel, Mallarmé a découvert que si « le Ciel est mort », le néant est un point de départ qui conduit au Beau et à l'Idéal. À cette philosophie devait correspondre une poétique nouvelle qui dise le pouvoir sacré du Verbe. Par le rythme, la syntaxe et le vocabulaire rare, Mallarmé crée une langue qui ressuscite « l'absente de tous bouquets ». Le poème devient un monde refermé sur lui-même dont le sens naît de la résonance. Paul Valéry raconte comment Mallarmé affirma un jour à Edgar Degas que « ce n’est point avec des idées […] que l’on fait des vers. C’est avec des mots. » Le vers se fait couleur, musique, richesse de la sensation, « concours de tous les arts suscitant le miracle ». C'est avec Mallarmé que la « suggestion » devient le fondement de la poétique antiréaliste et fait du symbolisme un impressionnisme littéraire. Son œuvre est alors celle de l'absence de signification qui « signifie davantage » et le poète cherche à atteindre les « splendeurs situées derrière le tombeau ».

« La Poésie est l'expression, par le langage humain ramené à son rythme essentiel, du sens mystérieux des aspects de l'existence : elle doue ainsi d'authenticité notre séjour et constitue la seule tâche spirituelle. »

« Qui parle autrement que tout le monde risque de ne pas plaire à tous ; mieux, de passer pour obscur aux yeux de beaucoup. […] L'attrait de cette poésie tient à ce qu'elle est vécue comme un privilège spirituel : elle semble élever au plus haut degré de qualité, moyennant l'exclusion de la foule profane, cette pure joie de l'esprit que toute poésie promet. »

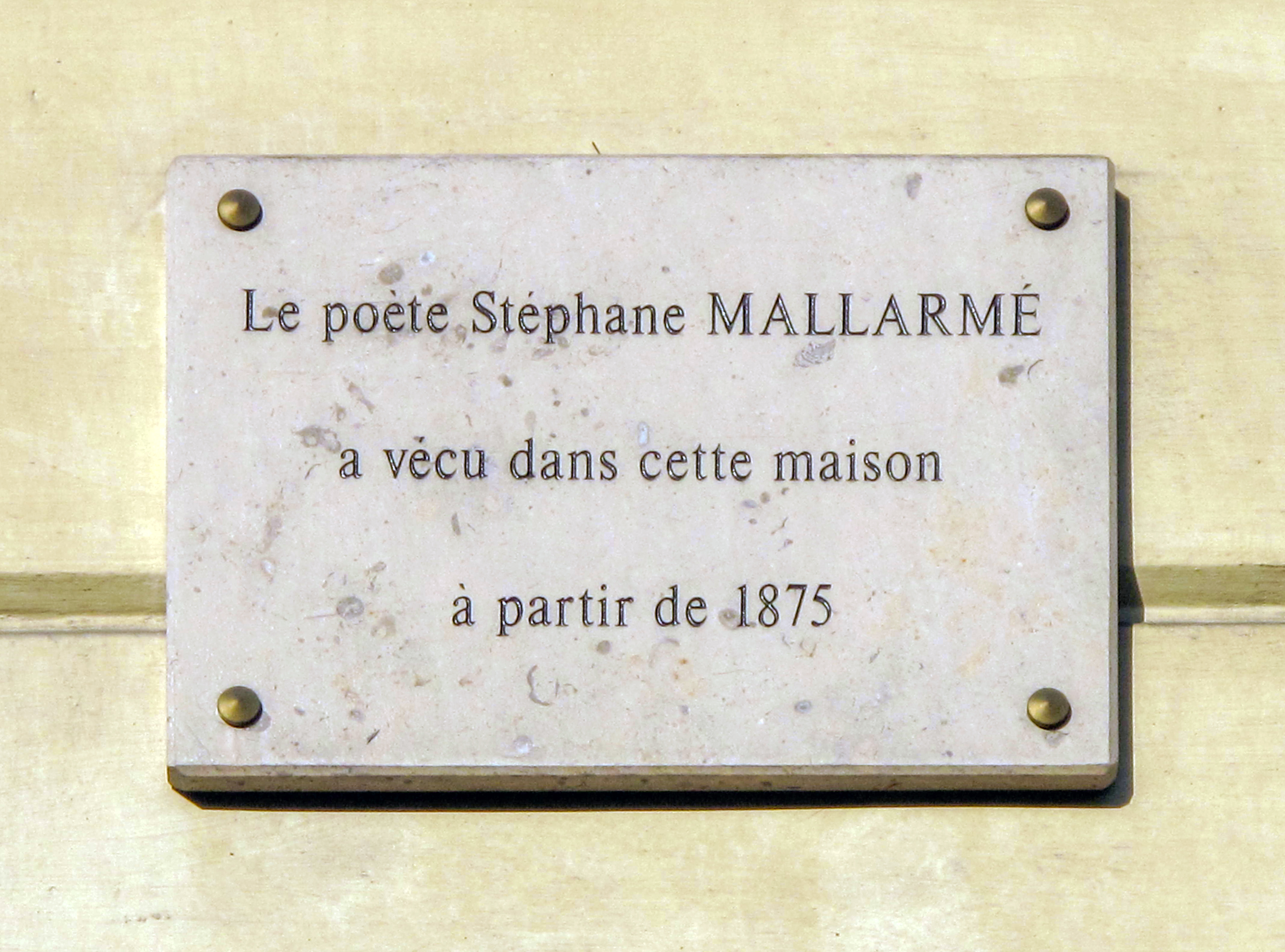
Plaque en hommage à Stéphane Mallarmé au no 89 rue de Rome.
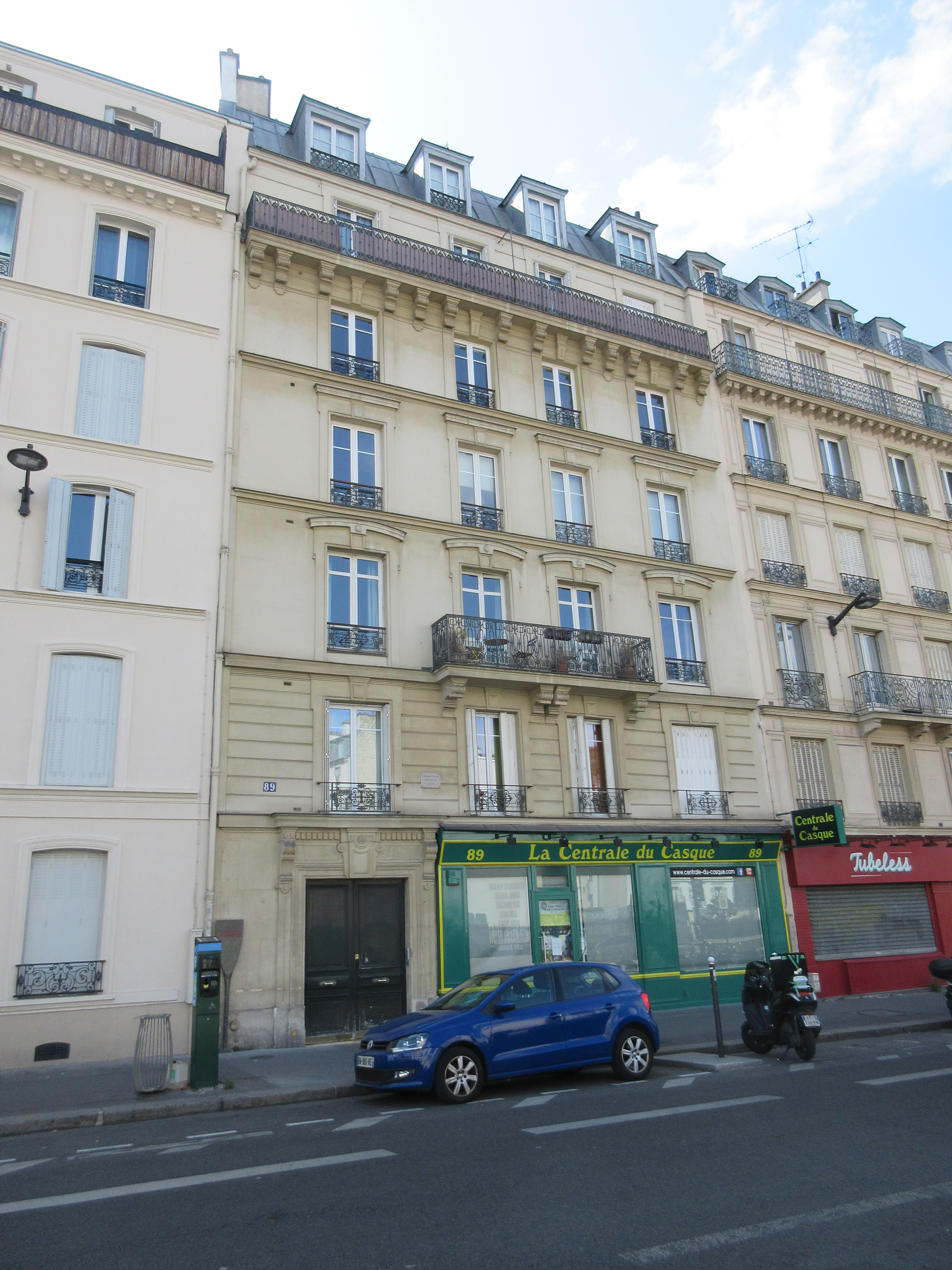
no 89 rue de Rome ou habita Stéphane Mallarmé.
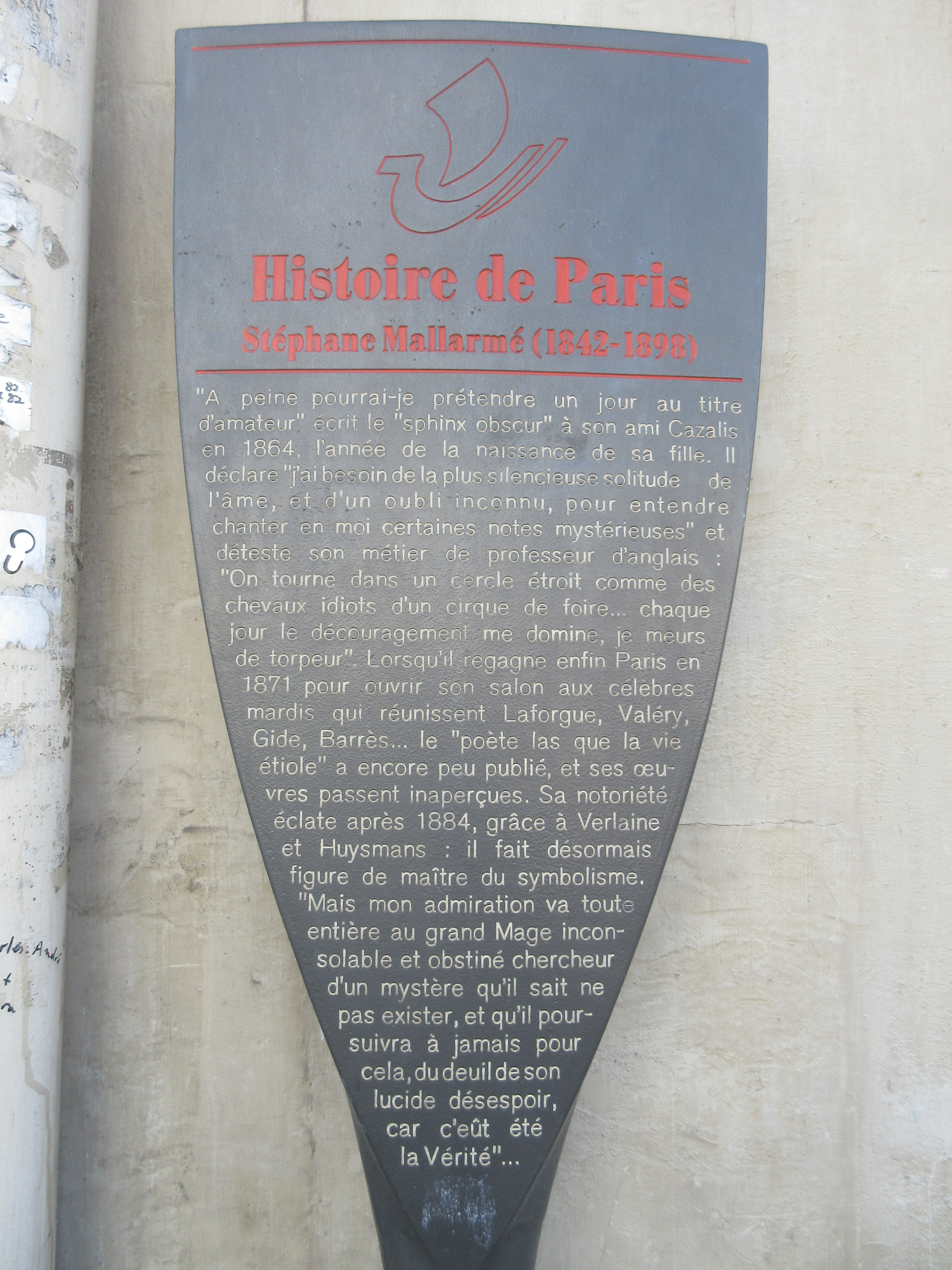
Panneau Histoire de Paris.

## la Dernière Mode
D'août à décembre 1874, Mallarmé publie huit numéros de la gazette illustrée la Dernière Mode destinée à un lectorat féminin. Se faisant critique de mode, il en est le directeur de publication et le directeur artistique, soignant particulièrement la mise en page, la maquette et la typographie, le tout pour une réalisation inédite à l'époque. Il reste également l'unique contributeur sous différents pseudonymes féminins (Marguerite de Ponty, ou Miss Satin par exemple). Outre la mode dans la rubrique portant le nom de « Gazette de la Fashion », les sujets sont variés : produits de beauté, architecture, décoration, design, orfèvrerie, voyages, restaurants et gastronomie, tendances, agenda, textes littéraires et poésie ou simplement une description d'endroits à visiter. Cette publication reste en phase avec son époque, dans une France voyant l'ouverture des grands magasins, l'apparition de la haute couture qui transforme le couturier en artiste et la création de publications telles le Petit Courrier des dames, le Journal des dames et des modes ou La Vie élégante. Là où Mallarmé se différencie de ces revues, c'est dans l'usage de mots plus que les illustrations pour décrire ces sujets, parfois avec une sémantique complexe, voire incompréhensible. Publication longtemps ignorée, il est difficile de savoir si elle relève d'une contribution « alimentaire » ou d'un exercice d'écriture,,.

## Influences et amitiés
(octobre 2024).
- Edgar Allan Poe
- Charles Baudelaire
- Édouard Manet
- Berthe Morisot
- James Abbott McNeill Whistler
- Paul Valéry
- Odilon Redon
- Robert de Montesquiou
- Auguste de Villiers de l'Isle-Adam

## Œuvres
- Hérodiade, 1864-1867
- Brise Marine, 1865
- Don du Poème, 1865
- L'Après-midi d'un faune, 1876

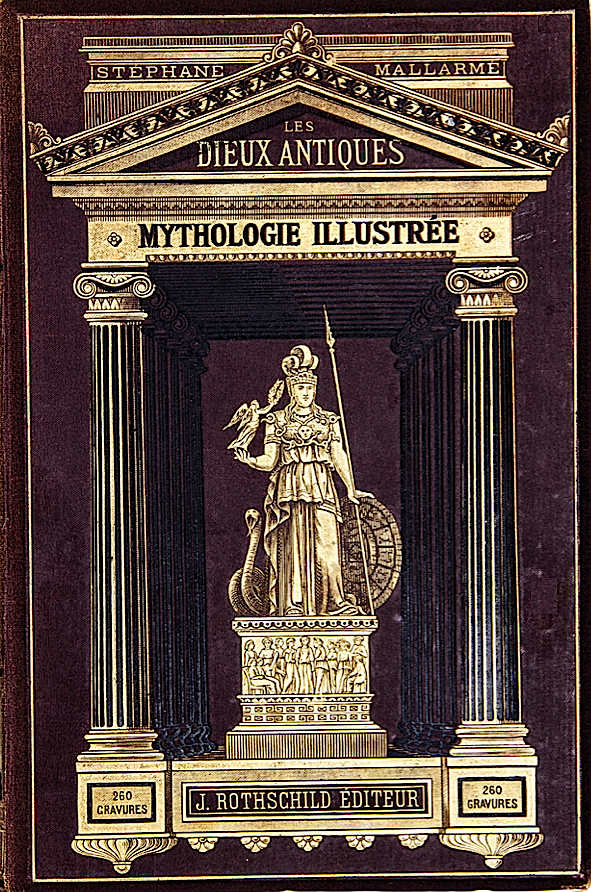
Couverture de Les Dieux antiques (1880) : une adaptation pégagogique des meilleures textes de George William Cox.

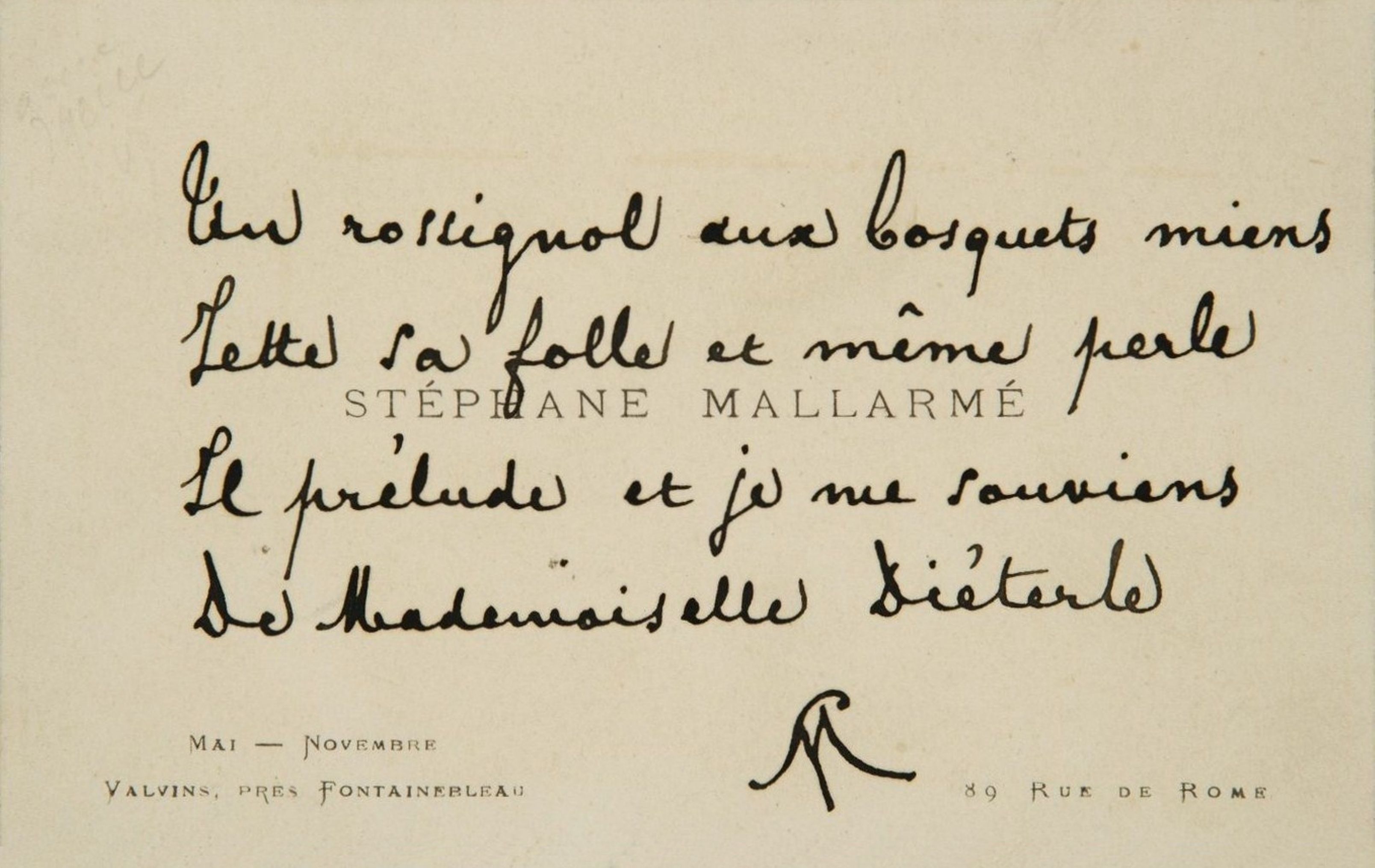
Quatrain autographe signé du monogramme SM sur une carte de visite, composé le 28 avril 1898 par Stéphane Mallarmé pour la comédienne Amélie Diéterle. L'un des derniers poèmes de Stéphane Mallarmé, qui meurt le 9 septembre 1898.

- Préface au Vathek de William Beckford, 1876
- Les Mots anglais. Petite Philologie à l'usage des classes et du monde, chez Truchy, 1877
- Les Dieux antiques, chez Jules Rothschild, 1880
- Album de vers et de prose, 1887
- Pages, 1891
- Oxford, Cambridge, la musique et les lettres, 1895
- Divagations, 1897
- Un coup de dés jamais n'abolira le hasard, 1897

### Publications posthumes
- Poésies, 1899, dont « Sonnet en X »
- Vers de circonstance, 1920
- Igitur, 1925
- Thèmes anglais pour toutes les grammaires, préface de Paul Valéry, 1937
- Pour un tombeau d'Anatole
- Les Poèmes en prose de Stéphane Mallarmé, Émile-Paul Frères, 1942
- Dialogue. 1893-1897, avec Francis Jammes, 1943
- Nursery Rhymes, 1964

### Traductions de l'anglais
- Le Corbeau d'Edgar Poe (The Raven), avec illustrations par Édouard Manet, Paris, éditions Richard Lesclide, 1875
- L'Étoile des fées de Mme W.C. Elphinstone Hope, 1881
- Poèmes d'Edgar Poe, avec illustrations par Édouard Manet, Bruxelles, Edmond Deman, 1888
- Le Ten O'Clock de M. Whistler, 1888
- La Valentine de James Abbott McNeill Whistler, 1888
- Contes indiens de Mary Summer, 1893, rééd. en 1927

### Correspondance
- « Lettres inédites à Théodore Aubanel » (commentées par André Thérive), in La Revue universelle, tome XV, 1er octobre 1923, Jacques Bainville, directeur
- Correspondance Mallarmé-Whistler: Histoire de la grande amitié de leurs dernières années, Paris, 1964 (réédition Nizet, 2005)
- Correspondance, édition de Lloyd James Austin et Henri Mondor en 8 tomes, Paris, Gallimard, coll. « Blanche », 1959-1983
- Lettres à Méry Laurent, Paris, Gallimard, 1986  (ISBN 2-07-074438-8)
- Correspondance. Lettres sur la poésie, préface de Yves Bonnefoy, édition de Bertrand Marchal, Paris, Gallimard, coll. « Folio », 1995
- Correspondance (1854-1898), édition de Bertrand Marchal, publié sous la direction de Jean-Yves Tadié, Paris, Gallimard, coll. « Blanche », 2019 (nouvelle édition augmentée en un volume)

## Enregistrements
- Villiers de l'Isle-Adam, avec une remarque de Roger Lewinter sur « Le Tombeau d'Edgar Poe » ; lecture de la conférence (CD) par Roger Lewinter, Paris, éditions Ivrea, 1995
- La Musique et les Lettres, Crise de vers, lecture des textes (CD) par Roger Lewinter, Paris, éditions Ivrea, 1999
- Le Coup de Dés lu par Alain Cesco-Resia, vidéo Joëlle Molina, Avignon, 2009 pour Babel in Mystères d'Igitur
- Le Coup de Dés lu par Jihad Darwiche en arabe dans la traduction de Mohammed Bennis parue aux editions Ypsilon 2007, vidéo Joëlle Molina
- Le Coup de Dés lu par Maria Lucia Puppo en portugais dans la traduction de Haroldo de Campos parue aux éditions Perspectiva en 2006, vidéo Joëlle Molina
- Le Coup de Dés lu par Isabella Checcaglini en italien dans la traduction de Maurizio Cucchi paru chez Libri Scheiwiller - Playon en 2003, vidéo Joëlle Molina
- Le Coup de Dés lu par Robin Frechet en anglais dans la traduction de E.H et A.M Blackmore paru chez Oxford World's Classics en 2006, vidéo Joëlle Molina
- Igitur ou la folie d'Elbehnon, lecture d'extraits du manuscrit d'Igitur par Jean-Pierre Bobillot, vidéo Joëlle Molina, Cerisy-la-Salle, 2010

## Œuvres mises en musique
- Claude Debussy, Apparition, 1884
- Claude Debussy, Prélude à l'après-midi d'un faune, 1891-1894[29]
- Maurice Ravel, Sainte, 1896
- Claude Debussy, Trois poèmes de Stéphane Mallarmé (Soupir ; Placet futile ; Éventail), 1913
- Maurice Ravel, Trois poèmes de Stéphane Mallarmé (Soupir ; Placet futile ; Surgi de la croupe et du bond), 1913
- Jean Cartan, Deux sonnets de Mallarmé, Ô si chère de loin, Sur les bois oubliés quand passe l'hiver, 1932
- Claude Ballif, Chanson bas op.  3, pour soprano et piano, poèmes de S. Mallarmé (Le cantonnier ; Le marchand d'ail et d'oignons ; La femme de l'ouvrier ; Le vitrier ; Le crieur d'imprimés ; La marchande d'habits), 1949
- Pierre Boulez, Pli selon pli, portrait de Mallarmé (Don du poème ; Le vierge, le vivace et le bel aujourd'hui ; Une dentelle s'abolit ; À la nue accablante tu ; Tombeau), 1957-1962 (diverses révisions dans les années 1980)
- Claude Ballif, Un coup de dés op.  53, contre-sujet musical pour chœur symphonique, 6 musiciens et un ruban sonore, 1979

#### Œuvres complètes
- Bertrand Marchal (dir.), Stéphane Mallarmé. Œuvres complètes, Paris, Gallimard, coll. « Bibliothèque de la Pléiade », 1998-2003
- Bertrand Marchal (dir.), Stéphane Mallarmé. Correspondance 1854-1898, Paris, Gallimard, coll. « Blanche », 2019 (ISBN 978-2-07-282641-2)
- Henri Mondor (dir.) et Gérard Jean-Aubry, Stéphane Mallarmé. Œuvres complètes, Paris, Gallimard, coll. « Bibliothèque de la Pléiade », 1945

#### Biographies
- Patrick Laupin, Stéphane Mallarmé, Seghers, coll. « Poètes d'aujourd'hui », 2004
- Henri Mondor, Vie de Mallarmé, Paris, Gallimard, 1942
- Henri Mondor, Mallarmé. Documents iconographiques, Genève, Pierre Cailler, 1947
- Jean-Luc Steinmetz, Stéphane Mallarmé. L'absolu au jour le jour, Paris, Fayard, 1998.
- Ernest Raynaud,"Une page retrouvée de Stéphane Mallarmé" suivi de "La Triple évolution de Mallarmé", En marge de La Mêlée Symboliste, Mercure de France, 1936, p. 30-56.
- Paul Verlaine, Œuvres complètes, t. V, Paris, Vanier, 1905 (lire sur Wikisource), « Stéphane Mallarmé », p. 345-352.

#### Ouvrages sur son œuvre
- Collectif, « Voix de Mallarmé », Études françaises, vol. 52, no 3,‎ 2016 (lire en ligne)
- (de) Giulia Agostini, Mallarmé. Begegnungen zwischen Literatur, Philosophie, Musik und den Künsten, Vienne, Passagen, 2019 (ISBN 978-3-7092-0297-5)
- Stefano Agosti, Lecture de Prose pour des Esseintes et de quelques autres poèmes de Mallarmé, Comp'Act, 1998
- Joseph Attie, Mallarmé, « Le Livre ». Étude psychanalytique, Le Losange, 2007
- Paul Audi, « ... et j’ai lu tous les livres » Mallarmé – Celan, Paris, Galilée, coll. « Débats », 2017
- Alain Badiou, Philippe Lacoue-Labarthe et Jacques Rancière, Mallarmé, le théâtre, la tribu, Paris, Christian Bourgeois, 2017
- Antoine Bonnet et Pierre-Henry Frangne, Mallarmé et la musique, la musique et Mallarmé, Rennes, Presses universitaires de Rennes, 2016 (ISBN 978-2-753-54856-5)
- Pierre Beausire, Essai sur la poésie et la poétique de Mallarmé, Lausanne, Roth libraire-éditeur, 1942
- Paul Bénichou, Selon Mallarmé, Paris, Gallimard, 1995
- Éric Benoit, Mallarmé et le Mystère du Livre, Paris, Champion, 1998
- Éric Benoit, Les Poésies de Mallarmé, Paris, Ellipses, 1998
- Éric Benoit, Mallarmé ou la traversée des paradoxes, Genève, Droz, 2007
- André Stanguennec, Penser les arts et la politiques. Textes de Mallarmé commentés, Nantes, éd.C.Defaut, 2007.
  - Barbara Bohac, Jouir partout ainsi qu'il sied. Mallarmé et l'esthétique du quotidien, Paris, Classiques Garnier, 2013
- Laurent Bourdelas, L'Ivresse des rimes, Stock, 2011
- Jacques Brault, Images à Mallarmé, Montréal, Éditions du Noroît, 2017 (ISBN 978-2-89766-059-8)
- Jean-François Chevrier, L'action restreinte. L'art moderne selon Mallarmé, Nantes, Musée des Beaux-Arts, 2005
- Pascal Durand, Crises. Mallarmé via Manet, Louvain, Peeters/Vrin, 1998
- Pascal Durand, Poésies de Mallarmé, Paris, Gallimard, coll. « Foliothèque », 1998
- Pascal Durand, Mallarmé. Du sens des formes au sens des formalités, Paris, Le Seuil, coll. « Liber », 2008
- Patrick Laupin, L'esprit du Livre. Le crime de poésie et la folie utile dans l'œuvre de Mallarmé, La Rumeur Libre, 2012
- Guy Lelong, Révolutions sonores. De Mallarmé à la musique spectrale, Éditions MF, coll. « Répercussions », 2010
- Roger Lewinter, Mallarmé et l'écriture de la prose, Paris, Ivrea, 1999
- (de) Hendrik Lücke, Mallarmé-Debussy. Eine vergleichende Studie zur Kunstanschauung am Beispiel von «L'Après-midi d'un Faune», Hambourg, Dr Kovac, 2005
- Bertrand Marchal, Lecture de Mallarmé, Paris, José Corti, 1985
- Bertrand Marchal, La Religion de Mallarmé. Poésie, mythologie et religion, Paris, José Corti, 1988
- Quentin Meillassoux, Le Nombre et la Sirène, Paris, Fayard, 2011
- Joëlle Molina, L'Azur de Tournon. La poétique mallarméenne en gestation, Association Sauvegarde du Patrimoine du Lycée Gabriel Fauré, 2016 (ISBN 978-2-9526-7001-2)
- Henri Meschonnic, « Mallarmé au-delà du silence », préface à Stéphane Mallarmé, Écrits sur le livre (choix de textes), texte établi par Christophe Romana et Michel Valensi, suivi de « Un livre qui soit un livre ». Vie imaginaire de Stéphane Mallarmé, par Christophe Romana, Paris, Editions de l’éclat, coll. Philosophie imaginaire no 3, 1986.
- Benoît Monginot, Poétique de la contingence. Poétique, critique et théorie à partir de Mallarmé, Valéry et Reverdy, Paris, Honoré Champion, 2015 (ISBN 9782745328090)
- Jean-Pierre Richard, L'Univers imaginaire de Mallarmé, Paris, Le Seuil, 1961
- Thierry Roger, L'Archive du Coup de dés, Paris, Garnier, 2010
- Jean-Paul Sartre, Mallarmé, la lucidité et sa face d'ombre, Paris, Gallimard, 1986
- (en) K. D. Sethna, The obscure and the mysterious. A research in Mallarmé's symbolic poetry, Pondichéry, Sri Aurobindo International Centre of Education, 1987
- Jacques Scherer, « Le Livre » de Mallarmé. Premières recherches sur des documents inédits, Paris, Gallimard, 1957
- André Stanguennec, Mallarmé et l'éthique de la poésie, Paris, Vrin, 1992
- André Stanguennec, Mallarmé, un théâtre de l'esprit, Paris, Honoré Champion, 2017
- Jean-Luc Steinmetz, Poésies et autres textes de Stéphane Mallarmé (édition annotée), Paris, Le Livre de Poche, 2005

### Filmographie
- Stéphane Mallarmé par Éric Rohmer, 1968
- Toute révolution est un coup de dés par Jean-Marie Straub et Danièle Huillet, 1977
- Les Mardis de Mallarmé par Jean-Paul Fargier, 1998
- Dream par James Robert Brasic, 2008
- Un spectacle interrompu par Arnaud Demuynck et Christophe Gautry, 2012